# Microsphecodes trichommus
Microsphecodes trichommus är en biart som beskrevs av Michener 1979. Microsphecodes trichommus ingår i släktet Microsphecodes och familjen vägbin. Inga underarter finns listade i Catalogue of Life.